# Rajahnæsehornsfugl
Rajahnæsehornsfugl (latin: Anthracoceros coronatus) er en næsehornsfugl, der lever i Indien og på Sri Lanka.